# Прик-тест

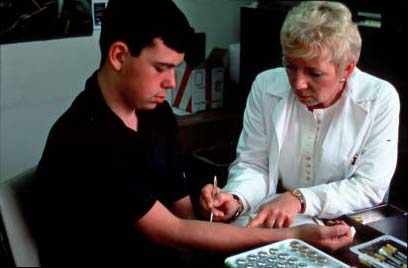
Прик-тест

Прик-тест (англ. Skin allergy testing  чи skin prick test (SPT); prick — «прокол») — одна зі шкірних алергологічних проб, що використовуються в діагностиці алергічних захворювань.
Постановка шкірних проб є зручним, недорогим і надійним методом виявлення специфічних імуноглобулінів класу Е, що продукуються імунною системою людини під впливом на організм інгаляційних і харчових алергенів.
Стандартний європейський набір для проведення прик-тесту включає екстракти наступних алергенів: берези, тимофіївки, полину, шерсті кішок, собак, частинки покриву коней, кліщів домашнього пилу (D. pteronyssinus, D. farinae) та цвілі (Cladosporium, Alternaria).
Прик-тест використовується як скринінговий метод у діагностиці алергічних реакцій негайного типу, лікарської алергії і нестерпності хімічних препаратів.

## Методика проведення прик-тесту
Шкіра передпліччя обробляється водним розчином етанолу. Нижче ліктьового суглоба наноситься крапля розчину гістаміну (позитивний контроль), донизу від неї — крапля розчинювальною рідини (негативний контроль), ще нижче — розчин досліджуваного алергену. Після цього через краплі проводиться укол шкіри спеціальним ланцетом.
При позитивному позитивному і негативному негативному контролі можливе проведення оцінки проби.
- 0 — негативна реакція
- 1—2 мм — сумнівна,
- 3—7 мм — позитивна,
- 8—12 мм — виражена позитивна,
- 13 мм і більше — гіперергічна.

## Фактори, що впливають на результат тесту
- досвідченість персоналу і правильність техніки проведення
- лікарські препарати, що пригнічують алергію (антигістамінні препарати, гормони)
- вік (у дітей і людей похилого віку менш виражена реакція)
- концентрація екстракту
- чутливість шкірних покривів